# Estação Portales (Merval)
A Estação Portales é uma das estações do Metrô de Valparaíso, situada em Valparaíso, entre a Estação Barón e a Estação Recreo. É administrada pelo Metro Regional de Valparaíso S.A..
A atual edificação foi inaugurada em 23 de novembro de 2005. Localiza-se na Avenida España. Atende o setor Caleta Portales.